# Heliaden

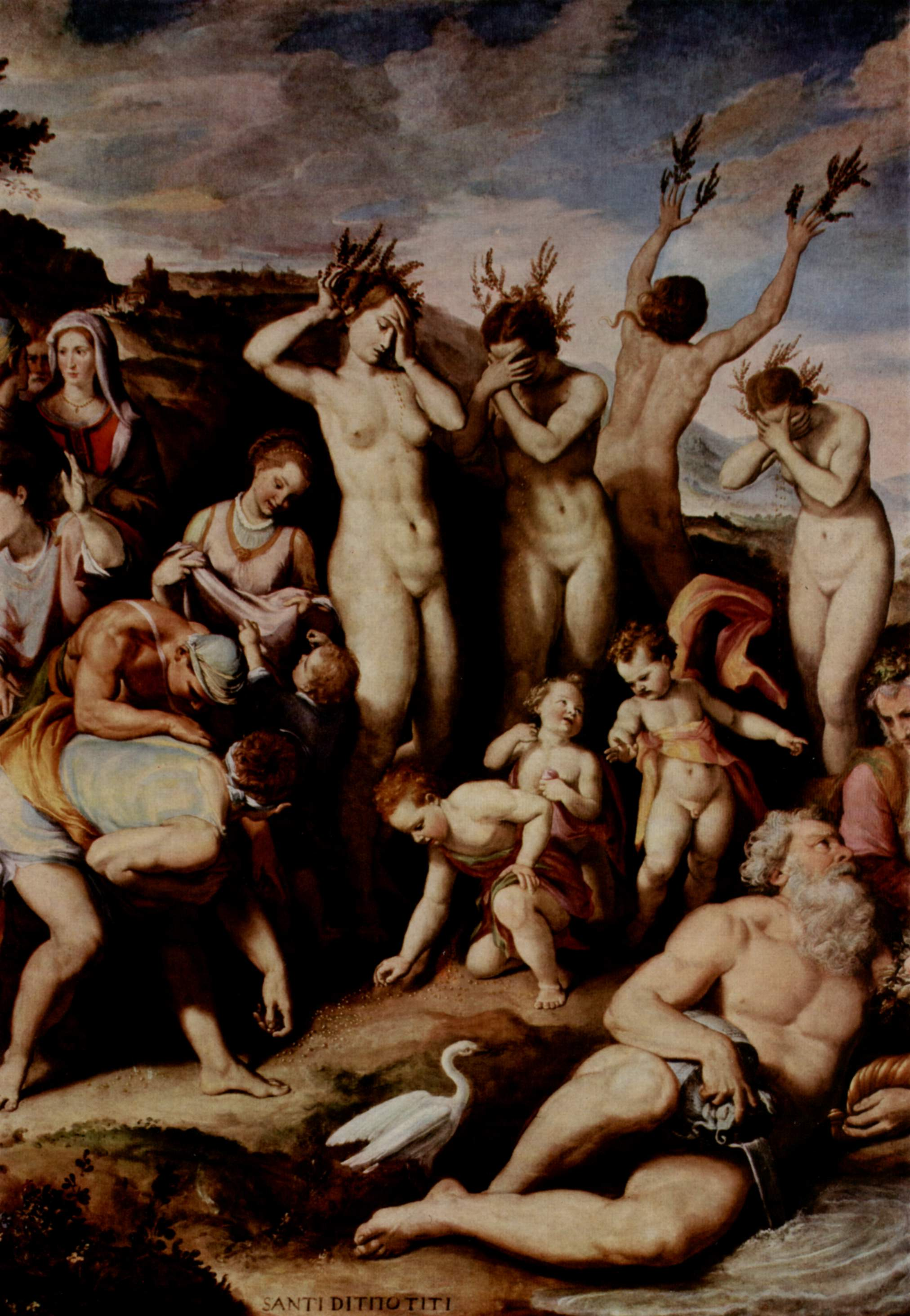
Die in Pappeln verwandelten Schwestern des Phaeton von Santi di Tito. Fresko im Palazzo Vecchio, 2. Hälfte des 16. Jh.

Die Heliaden (altgriechisch Ἡλιάδες Hēliádes, deutsch ‚Sonnentöchter‘) sind in der griechischen Mythologie die Töchter des Helios: Phaetusa, Lampetia, Aigle, Schwestern des Phaeton, dem sie ohne Erlaubnis des Helios den Sonnenwagen anspannten, mit dem er dann abstürzte, wurden aus Strafe dafür oder aus Mitleid, da sie den Tod des Bruders untröstlich beweinten, in Pappeln (bzw. Erlen oder Amberbäume) verwandelt. Aus ihren Tränen entstand der Bernstein, denn selbst als Bäume schwitzten sie noch goldene Tränen aus.
Die sieben klugen Söhne des Helios und der Rhode werden Heliadai genannt.